# Zmaj
A Zmaj (em sérvio:  Змај), oficialmente chamada de Fabrika aeroplana i hidroaviona Zmaj (Português: Fábrica de Aviões e Hidroaviões Zmaj) foi um fabricante de aeronaves iugoslavo. Foi fundada em 1927, sendo a terceira fábrica aeronáutica na Sérvia. No início, fabricou aeronaves francesas sob licença e em 1932 iniciou a produção de aviões desenhados localmente por Jovan Petrović e Dragoljub Šterić. Vários modelos de aeronaves foram produzidos pela Zmaj, dentre eles a aeronave de transporte de passageiros Spartan Cruiser para a companhia doméstica Aeroput. A Zmaj foi estatizada e uniu-se com a Rogožarski, criando a Ikarus.

## Aeronaves
- Fizir F1V
- Fizir-Wright
- Zmaj Fizir F1M-Jupiter
- Zmaj Fizir-Loren (sic)
- Zmaj Fizir FN
- Fizir FP-1
- Zmaj Fizir FP-2
- Zmaj R-1
- Hanriot HD.32
- Hanriot H.41
- Dewoitine D.27
- Gourdou-Leseurre GL.2
- Heinkel HE 8
- Spartan Cruiser II
- Hawker Fury
- Hawker Hurricane

## Galeria

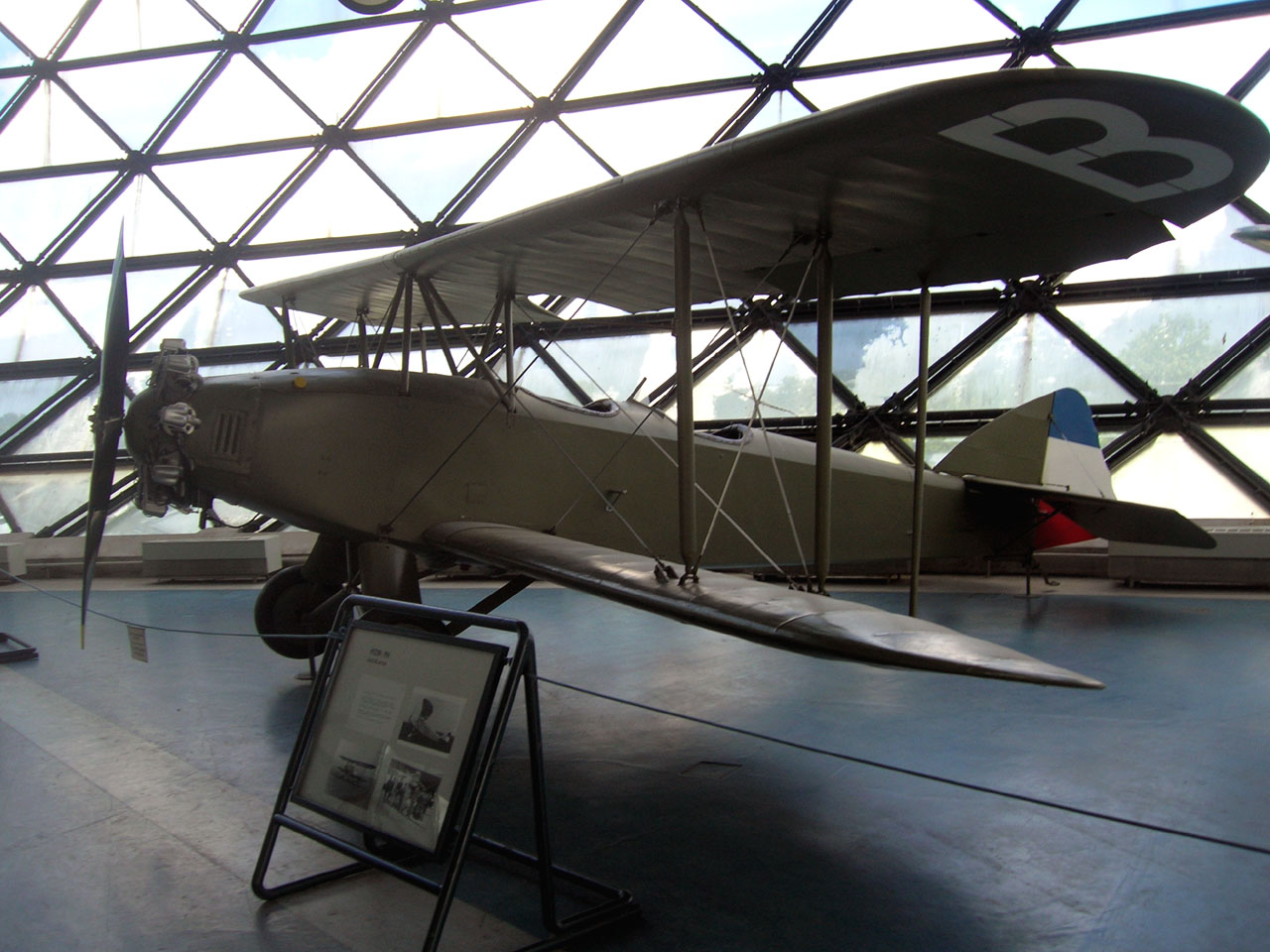
Avião de treinamento Zmaj Fizir FN (1930) em exibição no Museu de Aviação de Belgrado
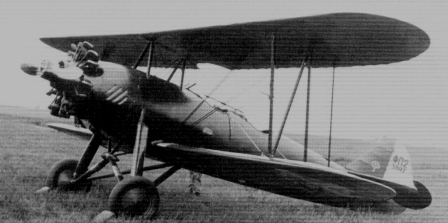
Avião de treinamento avançado Zmaj Fizir FP-2, 1936
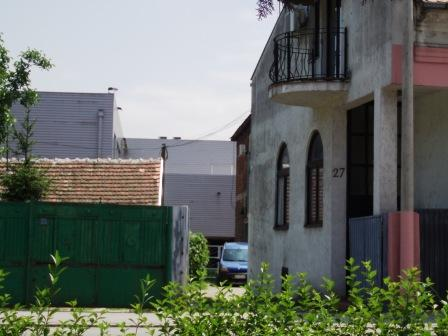
Rua Tošin bunar 27, local onde a fábrica foi criada em 1927 (2010)
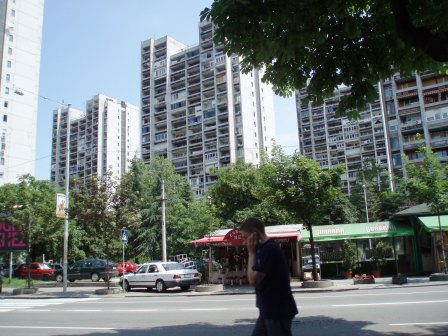
Rua Karađorđeva 18, local onde a fábrica se desenvolveu (2010)